# メリーナ
メリーナ（Melina、1979年3月9日 - ）は、アメリカ合衆国の女子プロレスラー、ディーヴァ。カリフォルニア州ロサンゼルス出身。WWEのRAWに所属していた。非常に体が軟らかく、両脚を180度開脚してサードロープ下からリングインするパフォーマンスが有名である。本名はメリーナ・ナバ・ペレス（Melina Nava Pérez）。

## 来歴
2002年に行われたタフイナフIIIで審査を経て25人の時点まで残るものの、最終選考には選ばれなかった。
その後WWEと契約し、OVWに所属する。
同じくOVWに所属していたジョニー・ナイトロ、ジョーイ・マーキュリーと組み、MNMを結成する。
2005年にMNMとしてスマックダウンにデビューしてからは主にナイトロとマーキュリーのタッグ戦線のサポートとして活動する。2006年のジャッジメント・デイでMNMがロンドン & ケンドリック組に負け、WWEタッグ王座を失い、さらにメリーナとナイトロはスマックダウンを解雇(アングル上)され、RAWへ移籍する。
RAWへ移籍してからはシングルでの活動が多くなる。2007年1月に女子王座の第一挑戦者となり、2月にはミッキー・ジェームスから王座を奪取に成功する。4月24日にミッキーとビクトリアとのトリプルスレットマッチで一旦王座を奪われるもののミッキーと1対1で再試合を行い、王座に返り咲く。
5月にはキャンディス・ミシェルと抗争を開始し、6月のヴェンジェンスで王座防衛に失敗する。その後はベス・フェニックスと共にマリアやアシュリーなどと抗争する。
2008年5月にはベス・フェニックスと抗争を開始し、ベビーターンするが、6月に骨折し、戦線離脱する。11月にRAWに復帰し、復帰戦の6人ディーヴァタッグマッチを勝利で飾る。復帰後は再びベス・フェニックスと抗争を繰り広げ、2009年のロイヤルランブルでベス･フェニックスに勝利し、3度目の女子王座戴冠を果たす。4月のドラフトで王座を保持したままスマックダウンへ移籍する。その後ミシェル・マクールと抗争を開始し、6月28日のザ・バッシュでミシェルに王座を奪われる。その後もミシェルとの抗争は続き7月26日のナイト・オブ・チャンピオンズで再びマクールと王座を賭け勝負するが王座奪還とはならなかった。10月12日にはディーバ・トレードでRAWへ移籍して、移籍直後にジリアンとのディーヴァズ王座戦に勝利した。しかし12月末頃のハウスショーで負傷したため王座を返上し、以降欠場していたが2010年8月のRAWにて復帰。そしてサマースラムではアリシア・フォックスを破り、ディーヴァズ王座を獲得した。その後からスマックダウンの女子王者のレイ・クール（ミシェル・マクール & レイラ）と抗争する。9月のナイト・オブ・チャンピオンズでミシェルとの王座統一戦で敗れ、王座から陥落する。
12月のPPV後のRAWでアリシア・フォックスとイヴとのトリプルスレッド戦に勝利し、王座挑戦権が与えられた。そしてナタリアがメリーナに握手をしに行くとメリーナがナタリアにビンタをかまし、ヒールターンした。しかしメインの王座戦から遠のくと出番も減り、2011の8月に解雇となった。
現在は女子団体のWSUなどのインディーを転戦。

## 得意技
カリフォルニア・ドリーム
ラストコール
相手の背中に乗ってのサンセットフリップ・パワーボム

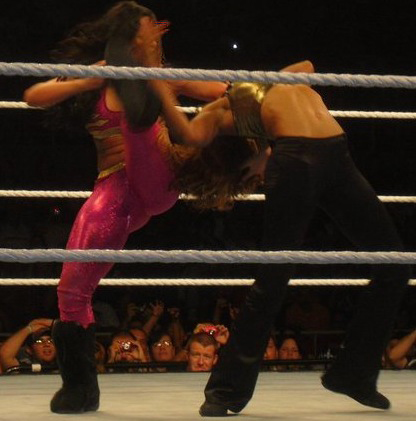
プライマル・スクリーム
立った状態から仰け反った相手の首に脚をかけてのレッグ・ドロップをし、そのまま脚でフォール

## 獲得タイトル

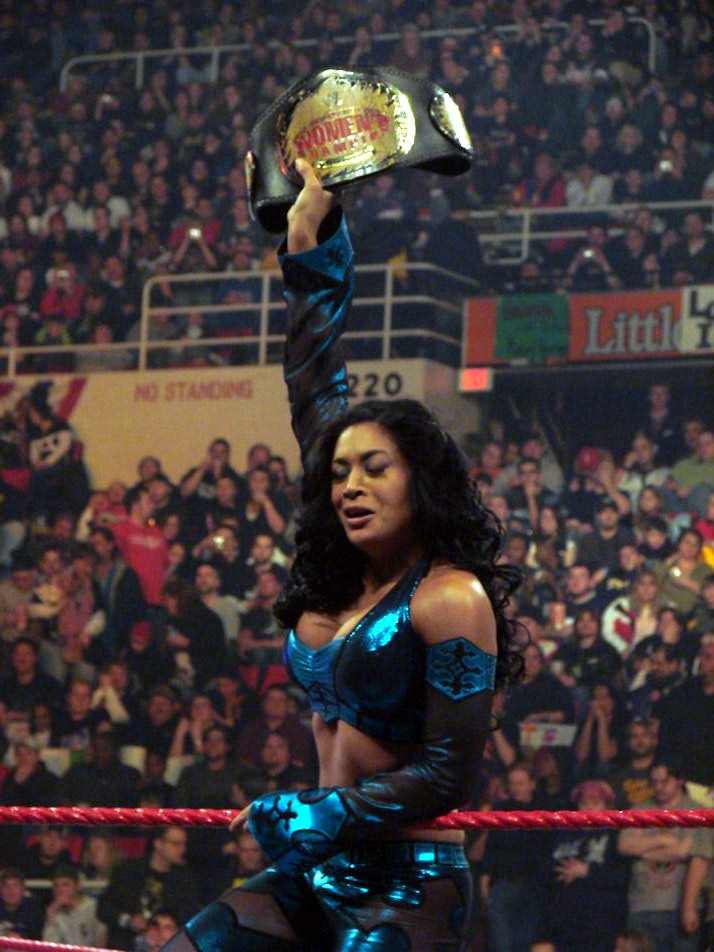
WWE・女子王座

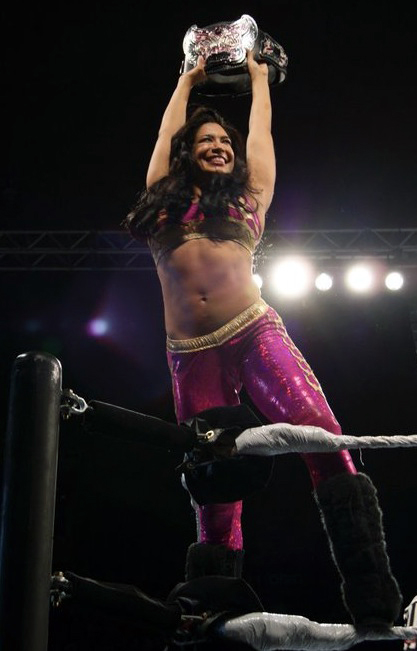
WWE・ディーヴァズ王座

- WWE・女子王座 : 3回
- WWE・ディーヴァズ王座 : 2回

## 入場曲
- Paparazzi

## 補足
1. ↑  実際は王座移動の予定は無かったがミッキーのフォールをビクトリアが返せなかったためメリーナが異議を申し立てたという形で急遽王座戦が組まれた。